# Historial de la Segunda División Femenina de España

## Historial

### Primera Nacional
A continuación se listan los campeones de cada grupo y se resaltan los equipos ascendidos a Primera División.
| Grupo             | 1.ª posición           | 2.ª posición         | 3.ª posición          | 4.ª posición           | 5.ª posición         | 6.ª posición         |
| ----------------- | ---------------------- | -------------------- | --------------------- | ---------------------- | -------------------- | -------------------- |
| Temporada 2001-02 |                        |                      |                       |                        |                      |                      |
| G.1               | SD Leioa               | Eibartarrak FT       | SD Lagunak            | Añorga KKE             | Oiartzun KE          | Zarautz KE           |
| G.2               | CD Amigos del Duero    | Gijón FF             | EF Mareo              | CD Raíces              | León FF              | Inter La Amistad     |
| G.3               | FC Barcelona           | CF Playas Calviá     | AE La Canya           | UE L'Estartit          | CE Sant Gabriel      | Pardinyes CF         |
| G.4               | Rayo Vallecano         | CD Lourdes           | AD Orcasitas          | Villarreal CF          | CDFB L'Eliana        | Tres Cantos          |
| G.5               | Atlético Jiennense     | ?                    | ?                     | ?                      | ?                    | ?                    |
| G.6               | CD Rayco               | EMF Candelaria       | Unión Viera           | Perú                   | Faro                 | UD Jinámar           |
| Temporada 2002-03 |                        |                      |                       |                        |                      |                      |
| G.1               | SD Lagunak             | CD Amaya             | Añorga KKE            | Eibartarrak FT         | Gure Txokoa FT       | Oiartzun KE          |
| G.2               | Gijón FF               | Atlético Arousana    | EF Mareo              | León FF                | SD Reocín            | Caja Social Católica |
| G.3               | FC Barcelona           | CF Playas Calviá     | UE Collerense         | CFF Tortosa-Ebre       | CF Igualada          | CE Sant Gabriel      |
| G.4               | Rayo Vallecano         | Dinamo Guadalajara   | Villarreal CF         | Levante UD "B"         | AD Orcasitas         | Sporting Plaza Argel |
| G.5               | Atlético Jiennense     | ?                    | ?                     | ?                      | ?                    | ?                    |
| G.6               | CD Rayco               | UD Fasnia            | Perú                  | Unión Viera            | UD Tacuense          | EMF Candelaria       |
| Temporada 2003-04 |                        |                      |                       |                        |                      |                      |
| G.1               | Oiartzun KE            | Añorga KKE           | CD Mariño             | Transportes Alcaine    | CD Amaya             | Eibartarrak FT       |
| G.2               | Gijón FF               | CF Bértola           | Atlético Arousana     | Caja Social Católica   | León FF              | Peña Centenario      |
| G.3               | FC Barcelona           | UE Collerense        | CF Playas Calviá      | Girona FC              | CE Sant Gabriel      | RCD Espanyol "B"     |
| G.4               | Atlético de Madrid     | Dinamo Guadalajara   | Sporting Plaza Argel  | AD Orcasitas           | Levante UD "B"       | Villarreal CF        |
| G.5               | Andalucía              | Atlético Málaga      | CD Fray Albino        | Atlético Jiennense     | AD Las Mercedes      | CD Híspalis          |
| G.6               | CD Rayco               | UD Fasnia            | Unión Viera           | Perú                   | UD Tacuense          | CD Arguineguín       |
| Temporada 2004-05 |                        |                      |                       |                        |                      |                      |
| G.1               | Transportes Alcaine    | Añorga KKE           | CD Mariño             | Oiartzun KE            | CD Amaya             | Eibartarrak FT       |
| G.2               | Gijón FF               | Atlético Arousana    | León FF               | SD Reocín              | CF Bértola           | Xuventú Aguiño       |
| G.3               | UE L'Estartit          | UE Collerense        | BEA La Puebla         | RCD Espanyol "B"       | Girona FC            | CFF Tortosa-Ebre     |
| G.4               | Sporting Plaza Argel   | Atlético de Madrid   | AD Orcasitas          | Fundación Albacete     | Levante UD "B"       | Dinamo Guadalajara   |
| G.5               | Peña NS de la Antigua  | Granada CF           | UD Mairena Aljarafe   | Atlético Málaga        | AD Las Mercedes      | CD Fray Albino       |
| G.6               | CD Rayco               | UD Tacuense          | UD Fasnia             | Tenerife               | CD Arguineguín       | UD Las Torres        |
| Temporada 2005-06 |                        |                      |                       |                        |                      |                      |
| G.1               | Real Sociedad          | Añorga KKE           | Athletic Club "B"     | SD San Ignacio         | CA Osasuna           | Eibartarrak FT       |
| G.2               | Atlético Arousana      | CD NS de Belén       | SD Reocín             | FVPR El Olivo          | Caja Social Católica | CF Bértola           |
| G.3               | UE L'Estartit          | UE Collerense        | Atlético Soledad      | RCD Espanyol "B"       | CFF Tortosa-Ebre     | Girona FC            |
| G.4               | Atlético de Madrid     | ?                    | ?                     | ?                      | ?                    | ?                    |
| G.5               | Sporting de Huelva     | Granada CF           | Atlético Málaga       | AD Ciudad Plasencia    | AD Las Mercedes      | CD Híspalis          |
| G.6               | CD Rayco               | UD Fasnia            | CD Arguineguín        | UD Las Torres          | UD Tacuense          | Unión Viera          |
| Temporada 2006-07 |                        |                      |                       |                        |                      |                      |
| G.1               | Gure Txokoa FT         | Añorga KKE           | Athletic Club "B"     | CD Lagun Onak          | SD San Ignacio       | San Juan AD          |
| G.2               | SD Reocín              | FVPR El Olivo        | Gijón FF              | CD Amigos del Duero    | Oviedo Moderno "B"   | Atlético Arousana    |
| G.3               | UE L'Estartit          | CE Sant Gabriel      | RCD Espanyol "B"      | Girona FC              | Atlético Soledad     | FC Barcelona "B"     |
| G.4               | DSV Colegio Alemán     | Sporting Plaza Argel | Levante UD "B"        | CF Pozuelo             | AD Torrejón "B"      | CDB Miguelturreño    |
| G.5               | Atlético Málaga        | AD Las Mercedes      | Atlético Jiennense    | CD Híspalis            | Andalucía            | Granada CF           |
| G.6               | CD Rayco               | UD Tacuense          | Unión Viera           | CD Arguineguín         | UD Las Torres        | UD Santa Clara       |
| Temporada 2007-08 |                        |                      |                       |                        |                      |                      |
| G.1               | SD Lagunak             | Athletic Club "B"    | SD San Ignacio        | Oiartzun KE            | Añorga KKE           | CD Lodosa            |
| G.2               | FVPR El Olivo          | Pontevedra CF        | Gijón FF              | Caja Social Católica   | CD Amigos del Duero  | SD Reocín            |
| G.3               | FC Barcelona           | UE Collerense        | UE Lleida             | CE Sant Gabriel        | RCD Espanyol "B"     | AD Son Cotoner       |
| G.4               | CF Pozuelo             | Sporting Plaza Argel | AP Santomera          | Fundación Albacete     | Rayo Vallecano "B"   | Levante UD "B"       |
| G.5               | Atlético Málaga        | Granada CF           | SPC Llanos Olivenza   | Atlético Jiennense     | AD Las Mercedes      | Andalucía            |
| G.6               | CD Arguineguín         | UD Tacuense          | CD Rayco              | UD Las Torres          | Unión Viera          | CD Tarsa             |
| Temporada 2008-09 |                        |                      |                       |                        |                      |                      |
| G.1               | Oiartzun KE            | Athletic Club "B"    | San Juan AD           | CD Aurrerá             | Gure Txokoa FT       | SD San Ignacio       |
| G.2               | Oviedo Moderno CF      | SD Reocín            | FVPR El Olivo         | Pontevedra CF          | CD NS de Belén       | Gijón FF             |
| G.3               | UE Collerense          | CE Sant Gabriel      | RCD Espanyol "B"      | Girona FC              | UE Lleida            | CFF Tortosa-Ebre     |
| G.4               | Atlético de Madrid "B" | Fundación Albacete   | Sporting Plaza Argel  | CDB Miguelturreño      | Rayo Vallecano "B"   | Levante UD "B"       |
| G.5               | Atlético Jiennense     | SPC Llanos Olivenza  | CFF Cáceres           | Granada CF             | CD Algaidas          | Ufeco Mezquita CF    |
| G.6               | UD Tacuense            | Univ. Las Palmas CF  | CD Rayco              | CD Arguineguín         | Unión Viera          | UD Las Torres        |
| Temporada 2009-10 |                        |                      |                       |                        |                      |                      |
| G.1               | Athletic Club "B"      | Oiartzun KE          | CA Osasuna            | CD Aurrerá             | San Juan AD          | Añorga KKE           |
| G.2               | SD Reocín              | FVPR El Olivo        | León FF               | Pontevedra CF          | CD Ponferrada 100    | CD Amigos del Duero  |
| G.3               | CE Sant Gabriel        | RCD Espanyol "B"     | FC Barcelona "B"      | Girona FC              | UE Lleida            | Cerdanyola FC        |
| G.4               | Fundación Albacete     | Rayo Vallecano "B"   | CF Pozuelo            | CFF Marítim            | CFF Albacete         | Sporting Plaza Argel |
| G.5               | Extremadura FCF        | Ufeco Mezquita CF    | SPC Llanos Olivenza   | CFF Cáceres            | ADFF La Rambla       | CD Híspalis          |
| G.6               | CD Charco del Pino     | UD Tacuense          | UD Las Torres         | CD Arguineguín         | Orientación Marítima | CD Achamán           |
| Temporada 2010-11 |                        |                      |                       |                        |                      |                      |
| G.1               | Abanto Club            | Athletic Club "B"    | Oiartzun KE           | CA Osasuna             | AD San Juan          | Añorga KKE           |
| G.2               | FVPR El Olivo          | CD Ponferrada 100    | EF Mareo              | Gijón FF               | CD NS de Belén       | Pontevedra CF        |
| G.3               | RCD Espanyol "B"       | Girona FC            | FC Levante Las Planas | Sporting Ciutat Palma  | FC Barcelona "B"     | UE Vic               |
| G.4               | Rayo Vallecano "B"     | Fundación Albacete   | CFF Albacete          | Atlético de Madrid "B" | FF La Solana         | Sporting Plaza Argel |
| G.5               | SPC Llanos Olivenza    | Extremadura FCF      | Ufeco Mezquita CF     | Granada CF             | CFF Cáceres          | CD Algaidas          |
| G.6               | UD Tacuense            | CD Femarguín         | CD Charco del Pino    | CD Tarsa               | UD Las Torres        | Atlético Perdoma     |

|  | Clasificado a Play-Offs y ascendido a Primera División de España |
|  | Clasificado a Play-Offs                                          |
|  | Descendido de categoría                                          |

### Segunda División
| Grupo             | Grupo | 1.ª posición           | 2.ª posición           | 3.ª posición           | 4.ª posición           | 5.ª posición           | 6.ª posición           |
| ----------------- | ----- | ---------------------- | ---------------------- | ---------------------- | ---------------------- | ---------------------- | ---------------------- |
| Temporada 2011-12 |       |                        |                        |                        |                        |                        |                        |
| G.1               | G.1   | Oviedo Moderno CF      | PM Friol               | CD Ponferrada 100      | EF Mareo               | Erizana CF             | Atlético Arousana      |
| G.2               | G.2   | Athletic Club "B"      | Oiartzun KE            | Abanto Club            | AD San Juan            | Añorga KKE             | CA Osasuna             |
| G.3               | G.3   | FC Levante Las Planas  | EF Valls               | Girona FC              | FC Barcelona "B"       | UE Vic                 | RCD Espanyol "B"       |
| G.4               | G.4   | Sevilla FC             | CFF Cáceres            | Granada CF             | Extremadura FCF        | ADFF La Rambla         | Santa Teresa CD        |
| G.5               | G.5   | AD Torrejón            | Rayo Vallecano "B"     | Torrelodones CF        | CF Pozuelo             | Atlético de Madrid "B" | CDAV San Nicasio       |
| G.6               | G.6   | UD Tacuense            | CD Femarguín           | UJ Costa Ayala         | CD Charco del Pino     | CD Tarsa               | Orientación Marítima   |
| G.7               | G.7   | Fundación Albacete     | Sporting Ciutat Palma  | CFF Albacete           | CFF Marítim            | Villarreal CF          | Aspe UD                |
| Temporada 2012-13 |       |                        |                        |                        |                        |                        |                        |
| G.1               | G.1   | Oviedo Moderno CF      | FVPR El Olivo          | PM Friol               | Erizana CF             | EF Mareo               | Sárdoma CF             |
| G.2               | G.2   | Añorga KKE             | SD San Ignacio         | Oiartzun KE            | CA Osasuna             | Athletic Club "B"      | CD Aurrerá             |
| G.3               | G.3   | Girona FC              | EF Valls               | RCD Espanyol "B"       | UE Sant Andreu         | FC Barcelona "B"       | CF Badalona            |
| G.4               | G.4   | Granada CF             | Sevilla FC "B"         | Santa Teresa CD        | ADFF La Rambla         | Real Betis             | Atlético Málaga        |
| G.5               | G.5   | AD Torrejón            | CF Pozuelo             | CDAV San Nicasio       | UD Tres Cantos         | Rayo Vallecano "B"     | Atlético de Madrid "B" |
| G.6               | G.C.  | CD Achamán             | CD Femarguín           | Unión Viera            | Orientación Marítima   | UD Valbanera           | CF Árbol Bonito        |
| G.6               | Ten.  | CD Charco del Pino     | UD Tacuense            | CD Tarsa               | CD Virgen La Luz       | CD Sauzal              | CD Candela             |
| G.7               | G.7   | Fundación Albacete     | Murcia Féminas         | CFF Albacete           | Villarreal CF          | SPA Alicante           | CFF Marítim            |
| Temporada 2013-14 |       |                        |                        |                        |                        |                        |                        |
| G.1               | G.1   | FVPR El Olivo          | PM Friol               | CD Parquesol           | CD Salamanca FF        | Victoria CF            | EF Mareo               |
| G.2               | G.2   | Athletic Club "B"      | Oiartzun KE            | CA Osasuna             | SD Reocín              | CD Añorga              | CD Aurrerá             |
| G.3               | G.3   | RCD Espanyol "B"       | Lleida Esportiu        | UE L'Estartit          | CE Europa              | AEM Lleida             | CE Sant Gabriel "B"    |
| G.4               | G.4   | Santa Teresa CD        | CD Badajoz             | Real Betis             | CFF Cáceres            | Atlético Málaga        | Extremadura FCF        |
| G.5               | G.5   | La Solana FF           | Rayo Vallecano "B"     | Madrid CFF             | Atlético de Madrid "B" | UD Tres Cantos         | CF Pozuelo             |
| G.6               | G.C.  | CD Femarguín           | CD Achamán             | Unión Viera            | UD Las Torres          | CF Alcaraván           | Orientación Marítima   |
| G.6               | Ten.  | UDG Tenerife           | UD Tacuense            | CFS Chaboyme Arico     | CD Tarsa               | CD Once Piratas        | CD Candela             |
| G.7               | G.7   | SPA Alicante           | Fundación Albacete     | CFF Marítim            | Villarreal CF          | CFF Albacete           | Murcia Féminas         |
| Temporada 2014-15 |       |                        |                        |                        |                        |                        |                        |
| G.1               | G.1   | FVPR El Olivo          | EF Mareo               | Peluquería Mixta Friol | CD Salamanca FF        | SD Villestro           | CF Bértola             |
| G.2               | G.2   | Oiartzun KE            | Athletic Club "B"      | CD Aurrerá             | EF Logroño             | SD San Ignacio         | Pauldarrak EFKT        |
| G.3               | G.3   | FC Levante Las Planas  | FC Barcelona "B"       | CE Seagull             | RCD Espanyol "B"       | UE L'Estartit          | CE Europa              |
| G.4               | G.4   | Real Betis             | CFF Badajoz            | Granada CF             | Atlético Málaga        | CFF Cáceres            | Extremadura CF         |
| G.5               | G.5   | Madrid CFF             | CD Canillas            | Atlético de Madrid "B" | AD Alhóndiga           | CF Pozuelo de Alarcón  | FF La Solana           |
| G.6               | G.C.  | CD Femarguín           | Achamán Santa Lucía    | CD Águilas             | CF Unión Viera         | CD Las Majoreras       | CF UD Las Torres       |
| G.6               | Ten.  | UDG Tenerife           | UD Tacuense            | CD Echedey             | CD Laguna              | CD Tarsa               | CD Once Piratas        |
| G.7               | G.7   | SPA Alicante           | UD Aldaia              | CFF Albacete           | Valencia CF "B"        | Levante UD "B"         | CFF Marítim            |
| Temporada 2015-16 |       |                        |                        |                        |                        |                        |                        |
| G.1               | G.1   | FVPR El Olivo          | Peluquería Mixta Friol | Sárdoma CF             | Atlético Arousana      | Sporting de Gijón      | CDE Ave Fénix Racing   |
| G.2               | G.2   | EDF Logroño            | CA Osasuna             | Athletic Club "B"      | Añorga KKE             | CF Ardoi FE            | CD Aurrerá de Vitoria  |
| G.3               | G.3   | FC Barcelona "B"       | CE Seagull             | FC Levante Las Planas  | UE L'Estartit          | CE Europa              | CF Igualada            |
| G.4               | G.4   | Real Betis             | Granada CF             | Sevilla FC             | Atlético Málaga        | Sporting de Huelva "B" | CFF Cáceres            |
| G.5               | G.5   | Atlético de Madrid "B" | Madrid CFF             | CD Canillas            | Dinamo Guadalajara     | FF La Solana           | AD Alhóndiga           |
| G.6               | G.C.  | CD Femarguín           | Achamán Santa Lucía    | CF Unión Viera         | CD Aguiluchas          | Majoreras-Guayadeque   | UD Las Coloradas       |
| G.6               | Ten.  | UD Tacuense            | CD Echedey             | UDG Tenerife "B"       | CD Tarsa               | Atlético Unión         | CD Once Piratas        |
| G.7               | G.7   | Valencia CF "B"        | Lorca FAD              | UD Aldaia              | SPA Alicante           | Levante UD "B"         | CFF Albacete           |
| Temporada 2016-17 |       |                        |                        |                        |                        |                        |                        |
| G.1               | G.1   | Real Oviedo            | Deportivo La Coruña    | Sporting de Gijón      | Atlántida Matamá       | Peluquería Mixta Friol | CDE Ave Fénix Racing   |
| G.2               | G.2   | Athletic Club "B"      | SD San Ignacio         | EDF Logroño            | Mulier FCN             | Añorga KKE             | SD Eibar               |
| G.3               | G.3   | FC Barcelona "B"       | CE Seagull             | RCD Espanyol "B"       | CE Europa              | AD Son Sardina         | UD Collerense          |
| G.4               | G.4   | Sevilla FC             | Granada CF             | Málaga CF              | FF La Solana           | Extremadura Femenino   | AD El Naranjo          |
| G.5               | G.5   | Madrid CFF             | CD TACÓN               | Atlético de Madrid "B" | CD Parquesol           | Dinamo Guadalajara     | Olímpico de Madrid     |
| G.6               | G.C.  | CD Femarguín           | CD Juan Grande         | CFS La Garita          | CF Unión Viera         | Majoreras-Guayadeque   | CD Aguiluchas          |
| G.6               | Ten.  | UDG Tenerife "B"       | San Juan Tenerife      | Atlético Unión         | UD Tacuense "B"        | CD Tarsa               | Echedey Timbamba       |
| G.7               | G.7   | Levante UD "B"         | Valencia CF "B"        | SPA Alicante           | UD Aldaia              | Murcia Féminas         | Villarreal CF          |
| Temporada 2017-18 |       |                        |                        |                        |                        |                        |                        |
| G.1               | G.1   | Real Oviedo            | Deportivo La Coruña    | CD Monte               | Atlántida Matamá       | Racing Santander       | Sárdoma CF             |
| G.2               | G.2   | EDF Logroño            | Athletic Club "B"      | SD Eibar               | CA Osasuna             | SD San Ignacio         | Oiartzun KE            |
| G.3               | G.3   | FC Barcelona "B"       | CE Seagull             | UD Collerense          | RCD Espanyol "B"       | SE AEM                 | CE Europa              |
| G.4               | G.4   | Málaga CF              | Granada CF             | Sporting de Huelva "B" | Extremadura UD         | CFF Cáceres            | AD El Naranjo          |
| G.5               | G.5   | CD TACÓN               | Atlético de Madrid "B" | CD Parquesol           | Rayo Vallecano "B"     | Madrid CFF "B"         | CF Pozuelo de Alarcón  |
| G.6               | G.C.  | CD Femarguín           | CD Juan Grande         | CFS La Garita          | CF Unión Viera         | Majoreras-Guayadeque   | UD Las Torres          |
| G.6               | Ten.  | UDT Tacuense           | UDG Tenerife "B"       | Atlético Unión         | CD Llano del Moro      | CD Tarsa               | CD Furia Arona         |
| G.7               | G.7   | SPA Alicante           | Levante UD "B"         | UD Aldaia              | Alhama CF              | CF Joventut Almassora  | CF Marítim             |
| Temporada 2018-19 |       |                        |                        |                        |                        |                        |                        |
| G.1               | G.1   | Deportivo La Coruña    | Real Oviedo            | Peluquería Mixta Friol | Racing de Santander    | Atlántida Matamá       | Sporting de Gijón      |
| G.2               | G.2   | CA Osasuna             | Deportivo Alavés       | SD Eibar               | Athletic Club          | Añorga KKE             | SD San Ignacio         |
| G.3               | G.3   | Zaragoza CFF           | CE Seagull             | FC Barcelona "B"       | SE AEM                 | UD Collerense          | RCD Espanyol "B"       |
| G.4               | G.4   | Santa Teresa CD        | Granada CF             | CFF Cáceres            | Córdoba CF             | CD Pozoalbense         | Málaga CF "B"          |
| G.5               | G.5   | CD TACÓN               | CD Parquesol           | Atlético de Madrid "B" | CF Pozuelo de Alarcón  | Madrid CFF "B"         | AD Alhóndiga           |
| G.6               | G.C.  | CD Femarguín           | CD Juan Grande         | CF Unión Viera         | Majoreras-Guayadeque   | UD Las Torres          | CFS La Garita          |
| G.6               | Ten.  | UDG Tenerife "B"       | UDT Tacuense           | Atlético Unión         | CD Llano del Moro      | CD Furia Arona         | UD San Antonio Pilar   |
| G.7               | G.7   | Valencia CF "B"        | Alhama CF              | Villarreal CF          | Levante UD "B"         | Mislata CF             | SPA Alicante           |

|  | Clasificado a Play-Offs y ascendido a Primera División de España |
|  | Clasificado a Play-Offs                                          |
|  | Clasificado a Play-Offs como Mejor Segundo                       |
|  | Descendido de categoría                                          |

### Segunda División Pro
Para la temporada 2019-20, nace la Segunda División PRO, especulada con nombrarse Primera División "B" en sus anteproyectos, y para la cual los equipos fueron divididos en dos grupos según su posición geográfica, pasando a ser Grupo Norte y Grupo Sur con 16 equipos cada uno. A partir de la temporada 2020-21 estos dos grupos se dividieron en subgrupos para ampliar la participación a 34 equipos con 17 equipos en cada grupo.
| Temporada | Grupo | 1.ª posición      | 2.ª posición       | 3.ª posición       | 4.ª posición       | 5.ª posición     | 6.ª posición           |
| --------- | ----- | ----------------- | ------------------ | ------------------ | ------------------ | ---------------- | ---------------------- |
| 2019-20   | Norte | Athletic Club "B" | S.D. Eibar         | FC Barcelona "B"   | C.A. Osasuna       | Deportivo Alavés | C.E. Seagull           |
| 2019-20   | Sur   | C.D. Santa Teresa | Granada C.F.       | Fundación Albacete | Villarreal C.F.    | Málaga C.F.      | Alhama C.F.            |
| 2020-21   | Norte | Deportivo Alavés  | C.A. Osasuna       | Real Oviedo        | F.C. Barcelona "B" | S.D. AEM         | Atlético de Madrid "B" |
| 2020-21   | Sur   | Villarreal C.F.   | Fundación Albacete | Granada C.F.       | C.D. Pozoalbense   | Alhama C.F.      | Tenerife Tacuense      |

|  | Ascendido a Primera División |

### Segunda División RFEF
Para la temporada 2021-22 es renombrada como Segunda División RFEF, en un paso previo a la reestructuración de la temporada siguiente (2022-23) en todas sus categorías, y en consonancia con las categorías masculinas.
| Temporada | Grupo | 1.ª posición            | 2.ª posición    | 3.ª posición | 4.ª posición     | 5.ª posición                 | 6.ª posición       |
| --------- | ----- | ----------------------- | --------------- | ------------ | ---------------- | ---------------------------- | ------------------ |
| 2021-22   | Norte | F.C. Levante Las Planas | R.C.D. Espanyol | C.A. Osasuna | Dux Logroño      | F.C. Barcelona "B"           | R.C.D. La Coruña   |
| 2021-22   | Sur   | Alhama C.F.             | C.P. Cacereño   | Granada C.F. | C.D. Juan Grande | U.D. Granadilla Tenerife "B" | Fundación Albacete |

|  | Ascendido a Primera División |